# Слово
Сло́во — найменша самостійна і вільно відтворювана в мовленні відокремлено оформлена значуща одиниця мови, яка співвідноситься з пізнаним і вичленуваним окремим елементом дійсності (предметом, явищем, ознакою, процесом, відношенням та ін.) і основною функцією якого є позначення, знакова репрезентація цього елемента — його називання, вказування на нього або його вираження.
Слово — це послідовність морфем, об'єднаних за граматичними правилами певної мови і співвідносних з певним елементом позамовної реальності. Зазвичай слово складається із основної морфеми — кореня, та афіксів: префіксів, суфіксів та закінчень. Слова сполучаються між собою, формуючи інші елементи мови — фрази та речення. Всі слова певної мови складають її лексику.

## Класифікація
Різні підходи до вивчення слова та численні його функції в мові зумовлюють цілу низку можливих класифікацій. Слова класифікують за такими критеріями:
- За способом номінації розрізняються чотири типи слів:
  - Самостійні (повнозначні) повнозначні слова, наділені самостійною номінативною функцією. Такі слова можуть утворити окреме висловлювання і є найбільшою групою слів — іменники, прикметники, дієслова, прислівники, числівники.
  - Службові слова, тобто слова, які не мають самостійної номінативної функції, а також граматичної та фонетичної самостійності. Службові слова вживаються лише з повнозначними словами і не можуть утворювати окремого висловлювання. До службових слів належать такі частини мови, як прийменники, артиклі, сполучники, частки.
  - Займенникові слова, які відіграють роль замінників й позначають предмети опосередковано або відносно до мовців, спираючись на мовну ситуацію чи сусідні висловлювання (заступники), або оформляють пропозицію в цілому (деякі частки); займенникові слова позначають предмети опосередковано або по відношенню до осіб мови. Вони спираються на мовну ситуацію або на сусідні висловлювання, виконуючи тим самим сполучну функцію в тексті;
  - Вигуки — граматично неоформлені слова, що не вступають в синтаксичні відносини з іншими словами.
- За фонетичною ознакою:
  - наголошені (одно- або двонаголосні, наприклад, складні слова: «до́бропоря́дний», «зако́ннослухня́ний») і ненаголошені (енклітики і проклітики, що прилягають до повнозначного слова, утворюючи з ним «фонетичне слово»).
  - односкладові та багатоскладові.
- За морфологічною ознакою: змінювані слова (наприклад, дієслова) та незмінні (прислівники). Розрізняють також прості («бігти»), похідні («бігун»), складні («водограй»).
- За семантико-граматичною ознакою слова поділяються на частини мови: іменники, прикметники, дієслова, прислівники тощо.
- За структурною цільністю: цілісні (синтетичні) слова та аналітичні слова. Аналітичні мають смислову частину та елементи, наділені словотворчою або граматичною функцією.
- З погляду семантики розрізняють:
  - однозначні й багатозначні (Полісемія),
  - абсолютні (автосемантичні), здатні вживатися окремо, та відносні (синсемантичні), що вимагають доповнення.
- За семантичною співвідносністю вирізняють антоніми і синоніми, гіпероніми і гіпоніми.
- В історичному плані виділяють архаїзми та неологізми, а також питомі слова та запозичення.
- За сферою використання виділяють: терміни, професіоналізми, арготизми, діалектизми, поетизми та ін.
- За словотворчим зв'язком виділяються однокореневі та різнокореневі слова.
- За звуковою та семантичною ознакою — пароніми.

## Походження слова
Мова є складною системою кодів, яка сформувалася у суспільній історії. Слово як елемент мови є передусім носієм певного значення. Слово як знак, що позначає предмет, виникло з праці, з предметної дії. Інакше кажучи, на початкових етапах розвитку мови слово мало симпрактичний характер. Спочатку слово отримувало своє значення тільки з ситуації конкретної практичної діяльності. Вся подальша історія мови є історією емансипації слова від практики, виділення мовлення як самостійної діяльності, що наповнює мову та її елементи — слова.
Спостереження над розвитком дитини дають додаткові факти, які дозволяють вважати, що слово народжується з контексту, поступово виділяється з практики, стає самостійним знаком, що позначає предмет, дію чи якість (а потім і ставлення), і до цього моменту належить сучасне народження диференційованого слова як елемента складної системи кодів мови.

## Функція слова
Основною функцією слова є його позначальна (референтна функція). Слово позначає предмет, дію, якість чи відношення. У психології таку функцію заведено називати «предметною віднесеністю».
Слово подвоює світ і дозволяє людині подумки оперувати з предметами. Людина може довільно викликати різні образи незалежно від їх реальної наявності і, таким чином, може довільно керувати цим другим світом. Народжується «вольова дія» — регулювальна функція мовлення людини.

## Слово і «смислове поле»
Слово є не тільки «ярликом», що позначає окремий предмет, дію чи якість. Семантична структура слова набагато складніша. Багато слів мають не одне, а декілька значень. Явище багатозначності слів — широке, і точна «предметна віднесеність» чи найближче значення слова є по суті вибором потрібного значення з низки можливих. Частіше за все це уточнення значення слова чи його вибір здійснюється семантичними маркерами, які уточнюють значення слова і відділяють його від інших можливих значень. Як правило, ця функція визначається певною ситуацією чи контекстом, а іноді тим тоном, яким це слово вимовляється. Факт багатозначності слів не вичерпується тільки явищем полісемії слова. Найістотнішим є те, що поряд з прямим «референтним» («денотативним») значенням слова ще є «асоціативне» значення. Таким чином, слово стає центром для цілої сітки образів, які мовець чи слухач затримує, щоб вибрати потрібне значення.

## Категорійне значення слова
Найбільш суттєву роль відіграє важлива функція слова, яку Л. С. Виготський назвав «власне значенням» і яку можна позначити терміном (О. Р. Лурія) «категорійне» чи «поняттєве» значення.
Під значенням слова, яке виходить за межі предметної віднесеності, ми розуміємо здатність слова не тільки викликати асоціації, але й аналізувати предмети, проникати глибше у властивості предметів, абстрагувати й узагальнювати їх ознаки. Слово не тільки замінює предмет, але й аналізує його, вводить його у систему складних зв'язків і відношень. Функцію абстрагування, узагальнення й аналізу і називають категорійним значенням. Наприклад: слово «годинник» не просто позначає певний предмет, воно вказує на те, що предмет має функцію вимірювання часу (в «годинах») — це аналізуюча функція слова. Годинник буває круглий, квадратний, жіночий, золотий. Отже, це функція узагальнення. Слово також не тільки позначає предмет, але й виконує функцію аналізу предмета, передає досвід, який сформувався в процесі історичного розвитку поколінь.
Слово є системою кодів, які забезпечують переведення пізнання людини у новий вимір, дозволяє здійснити стрибок від почуттєвого до раціонального.

## Значення слова і його сенс
Формування значення слова, або лексичного значення, відбувається під дією трьох чинників: об'єктивної дійсності, історичних обставин і ментальності народу, відношень між словами.
Поряд з поняттям «значення» застосовується поняття «смисл», яке відіграє важливу роль для аналізу проблеми мови й свідомості. Для класичної лінгвістики «значення» і «смисл» були майже синонімами і, як правило, застосовувалися однозначно.
Під «значенням» (О. Р. Лурія) розуміється система зв'язків, що об'єктивно сформувалася в процесі історії. Засвоюючи значення слова, ми засвоюємо загальнолюдський досвід, відображаючи об'єктивний світ. «Значення» — це стійка система узагальнень, що стоїть за словом, однакова для всіх людей; причому ця система може мати тільки різну глибину, різну узагальненість, але вона обов'язково зберігає незмінне «ядро» — певний набір зв'язків.
Під «смислом» розуміється індивідуальне значення слова, виділене з цієї об'єктивної системи зв'язків; воно складається з тих зв'язків, які мають відношення до певного моменту, певної ситуації. Тому якщо «значення» слова є об'єктивними відображенням системи зв'язків і відношень, то «смисл» — це привнесення суб'єктивних аспектів значення відповідно до конкретного моменту і ситуації. Наприклад: «вугілля» — значення: «чорний предмет, що походить з дерева»; смисл — для господаря — «паливо», для вченого — «предмет дослідження» тощо.
Отже, якщо «референтне значення» є основним елементом мови, то «соціально-комунікативне значення» або «смисл» є основною одиницею комунікації.
В онтогенезі спостерігається глибока психологічна зміна значення слова, зміна його системної будови, тобто за значенням слова на кожному етапі стоять різні психологічні процеси. Наша свідомість змінює свою смислову і системну будову. На ранньому етапі розвитку дитини свідомість має афективний характер, вона афективно відображає світ. На наступному етапі свідомість відображає світ вже за допомогою слів — «діяльний» характер. Тільки на завершальному етапі свідомість набуває абстрактний вербально-логічний характер.

## Частотність слова
Частотність слова є одним з показників функціонування слова в мовленні. Частотність конкретного слова залежить від семантики, граматичних властивостей, від змісту текстів, а також соціального і професійного статусу мовців. Частотність слів нерівномірна, і в будь-якій мові 1000 найуживаніших слів утворюють близько 85 % тексту. Частотність зростає, коли вдаються до використання слів у переносних значеннях, особливо в напівслужбовій функції. Слова з відносно високою частотністю вживання у певного автора або в певному тексті називають «ключовими словами». «Слова-свідки» — це слова, притаманні тільки для певного історичного періоду.

## Дослідження слова
На думку мовознавців, поняття слова стихійно присутнє у свідомості носіїв мови. Першими текстами мовознавчого характеру були списки слів, знайдені на глиняних табличках давнього Шумера та Аккада.
На ранніх етапах розвитку мовознавства вже існував поділ слова на план вираження (фонетична і граматична структура) та план змісту (лексичне і граматичне значення). Протягом тривалого часу мовознавці надавали перевагу вивченню то плану змісту, то плану вираження.
Давньоіндійський мовознавець Паніні цікавився насамперед питаннями будови слова. Натомість для давньогрецьких філософів, таких як Платон та Арістотель, головною сферою вивчення була семантика слова, взаємодія між предметом, що позначається словом, та ідеєю про нього. Олександрійські граматики, а також римський вчений-енциклопедист Марк Теренцій Варрон займалися морфологічними проблемами слова. Діонісій Фракійський визначав слово як «найменшу частину зв'язного мовлення».
У часи середньовіччя в Європі досліджувався насамперед семантичний аспект слова, відносини слова, речі й поняття. Тоді як для арабських граматистів найбільший інтерес становила морфологічна структура. Французька граматика Пор-Рояля визначала слово як ряд «окремих звуків, з яких люди складають знаки для позначення своїх думок». Французькі граматики того часу виділяли формально-звукову та значеннєву сторони слова.
У XIX столітті мовознавці займалися переважно семантичною стороною слова. Велике значення мали ідеї Вільгельма фон Гумбольдта та Олександра Потебні про внутрішню форму слова. Семантичні процеси в слові детально досліджували Герман Пауль, Мішель Бреаль, Михайло Михайлович Покровський. Розвивалася також теорія граматичної форми слова, що завдяки Гумбольдту стала основою для типологічної класифікації мов. Морфологію слова досліджували Олександр Потебня та Пилип Фортунатов. Їм належить поділ слів на самостійні і службові. Французький мовознавець Антуан Мейє виділяв три ознаки слова, за його дефініцією слово — це зв'язок певного значення з певною сукупністю звуків, здатною до певного граматичного вживання.
Сьогодні переважає системний підхід до вивчення поняття слова, який передбачає багатовекторний аналіз цього поняття. Слово досліджується як одиниця мовлення, аналізуються критерії його виділення, вивчається його змістова сторона та його функціонування в тексті.